# Diocesi di San Cristóbal de Venezuela
La diocesi di San Cristóbal de Venezuela (in latino Dioecesis Sancti Christophori in Venetiola) è una sede della Chiesa cattolica in Venezuela suffraganea dell'arcidiocesi di Mérida. Nel 2023 contava 1.657.000 battezzati su 1.798.570 abitanti. È retta dal vescovo Lisandro Alirio Rivas Durán, I.M.C.

## Territorio
La diocesi comprende lo stato venezuelano di Táchira.
Sede vescovile è la città di San Cristóbal, dove si trova la cattedrale di San Cristoforo. In diocesi sorgono anche 3 basiliche minori: la basilica della Nostra Signora della Consolazione a Táriba, la basilica di Sant'Antonio di Padova a San Antonio del Táchira e la basilica dello Spirito Santo a La Grita.
Il territorio è suddiviso in 92 parrocchie.

## Storia
La diocesi è stata eretta il 12 ottobre 1922 con la bolla Ad munus di papa Pio XI, ricavandone il territorio dalla diocesi di Mérida. Originariamente era suffraganea dell'arcidiocesi di Caracas, ma l'11 giugno 1923 Mérida fu elevata al rango di arcidiocesi metropolitana e la diocesi di San Cristóbal entrò a far parte della nuova provincia ecclesiastica.
Il 7 giugno 1954 ha ceduto una porzione del suo territorio a vantaggio dell'erezione della prefettura apostolica di San Fernando de Apure (oggi diocesi).
Il 31 ottobre 1964 con la bolla Precibus venerabilis di papa Paolo VI è stato istituito il capitolo della cattedrale.

## Cronotassi dei vescovi
Si omettono i periodi di sede vacante non superiori ai 2 anni o non storicamente accertati.
- Tomás Antonio Sanmiguel Díaz † (22 giugno 1923 - 6 luglio 1937 deceduto)
  - Sede vacante (1937-1939)
- Rafael Ignacio Arias Blanco † (12 novembre 1939 - 23 aprile 1952 nominato arcivescovo coadiutore di Caracas[3])
- Alejandro Fernández Feo-Tinoco † (23 aprile 1952 - 26 ottobre 1984 ritirato)
- Marco Tulio Ramírez Roa † (26 ottobre 1984 - 26 febbraio 1998 deceduto)
- Mario del Valle Moronta Rodríguez † (14 aprile 1999 - 31 ottobre 2024 ritirato)
- Lisandro Alirio Rivas Durán, I.M.C., dal 31 ottobre 2024

## Statistiche
La diocesi nel 2023 su una popolazione di 1.798.570 persone contava 1.657.000 battezzati, corrispondenti al 92,1% del totale.
| anno | popolazione | popolazione | popolazione | presbiteri | presbiteri | presbiteri | presbiteri                | diaconi | religiosi | religiosi | parrocchie |
| anno | battezzati  | totale      | %           | numero     | secolari   | regolari   | battezzati per presbitero | diaconi | uomini    | donne     | parrocchie |
| ---- | ----------- | ----------- | ----------- | ---------- | ---------- | ---------- | ------------------------- | ------- | --------- | --------- | ---------- |
| 1950 | 278.000     | 280.000     | 99,3        | 72         | 42         | 30         | 3.861                     |         | 47        | 126       | 33         |
| 1966 | 499.000     | 500.000     | 99,8        | 103        | 56         | 47         | 4.844                     |         | 59        | 268       | 45         |
| 1970 | ?           | 510.487     | ?           | 64         | 60         | 4          | ?                         |         | 4         | ?         | 47         |
| 1976 | 562.799     | 564.799     | 99,6        | 118        | 67         | 51         | 4.769                     |         | 56        | 246       | 50         |
| 1980 | 620.000     | 624.000     | 99,4        | 105        | 61         | 44         | 5.904                     |         | 49        | 264       | 51         |
| 1990 | 720.000     | 750.000     | 96,0        | 103        | 66         | 37         | 6.990                     |         | 69        | 265       | 56         |
| 1999 | 951.000     | 1.100.000   | 86,5        | 165        | 121        | 44         | 5.763                     |         | 94        | 305       | 76         |
| 2000 | 1.250.000   | 1.400.000   | 89,3        | 163        | 120        | 43         | 7.668                     |         | 60        | 263       | 75         |
| 2001 | 1.400.000   | 1.500.000   | 93,3        | 169        | 125        | 44         | 8.284                     |         | 96        | 260       | 75         |
| 2002 | 1.400.000   | 1.500.000   | 93,3        | 174        | 131        | 43         | 8.045                     |         | 83        | 270       | 77         |
| 2003 | 1.400.000   | 1.500.000   | 93,3        | 200        | 153        | 47         | 7.000                     |         | 94        | 270       | 81         |
| 2004 | 1.250.000   | 1.500.000   | 83,3        | 179        | 141        | 38         | 6.983                     |         | 105       | 226       | 81         |
| 2014 | 1.434.000   | 1.720.000   | 83,4        | 213        | 173        | 40         | 6.732                     |         | 85        | 215       | 87         |
| 2017 | 1.540.300   | 1.672.000   | 92,1        | 200        | 172        | 28         | 7.701                     |         | 104       | 230       | 90         |
| 2020 | 1.599.500   | 1.736.260   | 92,1        | 211        | 183        | 28         | 7.580                     |         | 105       | 230       | 92         |
| 2022 | 1.639.000   | 1.779.000   | 92,1        | 193        | 165        | 28         | 8.492                     |         | 89        | 230       | 93         |
| 2023 | 1.657.000   | 1.798.570   | 92,1        | 196        | 168        | 28         | 8.454                     |         | 86        | 230       | 92         |